# Códigos dos países (C)
- A
- B
- C
- D–E
- F
- G
- H–I
- J–K
- L
- M
- N
- O–Q
- R
- S
- T
- U–Z

## Camboja
| ISO 3166-1 numérico 116         | ISO 3166-1 alfa-3 KHM    | ISO 3166-1 alfa-2 KH              | ICAO cod aeroporto prefixo(s) VD  |
| E.164 cód tel(s) +855           | COI cód país —           | TLD cod país .kh                  | ICAO aeronave regis. prefixo(s) — |
| E.212 Mobile código país(s) 456 | OTAN Cód três-letras —   | OTAN Cód duas-letras (obsoleto) — | LOC MARC código(s) CB             |
| ITU Marítima ID (s) —           | ITU código de letras CBG | FIPS código de país(es) CB        | Licença código chapa K            |
| GS1 GTIN prefixo(s) 884         | UNDP códigos de país CMB | WMO códigos de país KP            | ITU prefixos indicativo XUA-XUZ   |

## Camarões
| ISO 3166-1 numérico 120         | ISO 3166-1 alfa-3 CMR    | ISO 3166-1 alfa-2 CM              | ICAO cod aeroporto prefixo(s) FK  |
| E.164 cód tel(s) +237           | COI cód país —           | TLD cod país .cm                  | ICAO aeronave regis. prefixo(s) — |
| E.212 Mobile código país(s) 624 | OTAN Cód três-letras —   | OTAN Cód duas-letras (obsoleto) — | LOC MARC código(s) CM             |
| ITU Marítima ID (s) —           | ITU código de letras CME | FIPS código de país(es) CM        | Licença código chapa CAM          |
| GS1 GTIN prefixo(s) —           | UNDP códigos de país CMR | WMO códigos de país CM            | ITU prefixos indicativo TJA-TJZ   |

## Canadá
| ISO 3166-1 numérico 124         | ISO 3166-1 alfa-3 CAN    | ISO 3166-1 alfa-2 CA              | ICAO cod aeroporto prefixo(s) C                                             |
| E.164 cód tel(s) +1             | COI cód país —           | TLD cod país .ca                  | ICAO aeronave regis. prefixo(s) —                                           |
| E.212 Mobile código país(s) 302 | OTAN Cód três-letras —   | OTAN Cód duas-letras (obsoleto) — | LOC MARC código(s) XXC                                                      |
| ITU Marítima ID (s) —           | ITU código de letras CAN | FIPS código de país(es) CA        | Licença código chapa CDN                                                    |
| GS1 GTIN prefixo(s) 000-139     | UNDP códigos de país CAN | WMO códigos de país CN            | ITU prefixos indicativo CFA-CKZ, CYA-CZZ, VAA-VGZ VOA-VOZ, VXA-VYZ, XJA-XOZ |

## Cabo Verde
| ISO 3166-1 numérico 132         | ISO 3166-1 alfa-3 CPV    | ISO 3166-1 alfa-2 CV              | ICAO cod aeroporto prefixo(s) GV     |
| E.164 cód tel(s) +238           | COI cód país —           | TLD cod país .cv                  | ICAO aeronave regis. prefixo(s) —    |
| E.212 Mobile código país(s) 625 | OTAN Cód três-letras —   | OTAN Cód duas-letras (obsoleto) — | LOC MARC código(s) CV                |
| ITU Marítima ID (s) —           | ITU código de letras CPV | FIPS código de país(es) CV        | Licença código chapa CV (unofficial) |
| GS1 GTIN prefixo(s) —           | UNDP códigos de país CVI | WMO códigos de país CV            | ITU prefixos indicativo D4A-D4Z      |

## Ilhas Caimã
| ISO 3166-1 numérico 136         | ISO 3166-1 alfa-3 CYM    | ISO 3166-1 alfa-2 KY              | ICAO cod aeroporto prefixo(s) MW  |
| E.164 cód tel(s) +1 345         | COI cód país —           | TLD cod país .ky                  | ICAO aeronave regis. prefixo(s) — |
| E.212 Mobile código país(s) 346 | OTAN Cód três-letras —   | OTAN Cód duas-letras (obsoleto) — | LOC MARC código(s) CJ             |
| ITU Marítima ID (s) —           | ITU código de letras CYM | FIPS código de país(es) CJ        | Licença código chapa —            |
| GS1 GTIN prefixo(s) —           | UNDP códigos de país CAY | WMO códigos de país GC            | ITU prefixos indicativo —         |

## República Centro-Africana
| ISO 3166-1 numérico 140         | ISO 3166-1 alfa-3 CAF    | ISO 3166-1 alfa-2 CF              | ICAO cod aeroporto prefixo(s) FE  |
| E.164 cód tel(s) +236           | COI cód país —           | TLD cod país .cf                  | ICAO aeronave regis. prefixo(s) — |
| E.212 Mobile código país(s) 623 | OTAN Cód três-letras —   | OTAN Cód duas-letras (obsoleto) — | LOC MARC código(s) CX             |
| ITU Marítima ID (s) —           | ITU código de letras CAF | FIPS código de país(es) CT        | Licença código chapa RCA          |
| GS1 GTIN prefixo(s) —           | UNDP códigos de país CAF | WMO códigos de país CE            | ITU prefixos indicativo TLA-TLZ   |

## Chade
| ISO 3166-1 numérico 148         | ISO 3166-1 alfa-3 TCD    | ISO 3166-1 alfa-2 TD              | ICAO cod aeroporto prefixo(s) FT  |
| E.164 cód tel(s) +235           | COI cód país —           | TLD cod país .td                  | ICAO aeronave regis. prefixo(s) — |
| E.212 Mobile código país(s) 622 | OTAN Cód três-letras —   | OTAN Cód duas-letras (obsoleto) — | LOC MARC código(s) CD             |
| ITU Marítima ID (s) —           | ITU código de letras TCD | FIPS código de país(es) CD        | Licença código chapa TCH, TD      |
| GS1 GTIN prefixo(s) —           | UNDP códigos de país CHD | WMO códigos de país CD            | ITU prefixos indicativo TTA-TTZ   |

## Chile
| ISO 3166-1 numérico 152         | ISO 3166-1 alfa-3 CHL    | ISO 3166-1 alfa-2 CL              | ICAO cod aeroporto prefixo(s) SC, NE            |
| E.164 cód tel(s) +56            | COI cód país —           | TLD cod país .cl                  | ICAO aeronave regis. prefixo(s) —               |
| E.212 Mobile código país(s) 730 | OTAN Cód três-letras —   | OTAN Cód duas-letras (obsoleto) — | LOC MARC código(s) CL                           |
| ITU Marítima ID (s) —           | ITU código de letras CHL | FIPS código de país(es) CI        | Licença código chapa RCH                        |
| GS1 GTIN prefixo(s) 780         | UNDP códigos de país CHI | WMO códigos de país CH            | ITU prefixos indicativo 3GA-3GZ,CAA-CEZ,XQA-XRZ |

## China
| ISO 3166-1 numérico 156              | ISO 3166-1 alfa-3 CHN    | ISO 3166-1 alfa-2 CN              | ICAO cod aeroporto prefixo(s) ZB, ZG, ZH, ZJ, ZL, ZP ZS, ZT, ZU, ZW, ZY |
| E.164 cód tel(s) +86                 | COI cód país —           | TLD cod país .cn                  | ICAO aeronave regis. prefixo(s) —                                       |
| E.212 Mobile código país(s) 460, 461 | OTAN Cód três-letras —   | OTAN Cód duas-letras (obsoleto) — | LOC MARC código(s) CC                                                   |
| ITU Marítima ID (s) —                | ITU código de letras CHN | FIPS código de país(es) CH        | Licença código chapa PRC (unofficial)                                   |
| GS1 GTIN prefixo(s) 690-695          | UNDP códigos de país CPR | WMO códigos de país CI            | ITU prefixos indicativo 3HA-3UZ,BAA-BZZ,XSA-XSZ                         |

## Ilha do Natal
| ISO 3166-1 numérico 162         | ISO 3166-1 alfa-3 CXR    | ISO 3166-1 alfa-2 CX              | ICAO cod aeroporto prefixo(s) YP  |
| E.164 cód tel(s) +61            | COI cód país —           | TLD cod país .cx                  | ICAO aeronave regis. prefixo(s) — |
| E.212 Mobile código país(s) 505 | OTAN Cód três-letras —   | OTAN Cód duas-letras (obsoleto) — | LOC MARC código(s) XA             |
| ITU Marítima ID (s) —           | ITU código de letras CHR | FIPS código de país(es) KT        | Licença código chapa —            |
| GS1 GTIN prefixo(s) —           | UNDP códigos de país —   | WMO códigos de país KI            | ITU prefixos indicativo —         |

## Ilhas Cocos (Keeling)
| ISO 3166-1 numérico 166         | ISO 3166-1 alfa-3 CCK    | ISO 3166-1 alfa-2 CC              | ICAO cod aeroporto prefixo(s) —   |
| E.164 cód tel(s) +61            | COI cód país —           | TLD cod país .cc                  | ICAO aeronave regis. prefixo(s) — |
| E.212 Mobile código país(s) 505 | OTAN Cód três-letras —   | OTAN Cód duas-letras (obsoleto) — | LOC MARC código(s) XB             |
| ITU Marítima ID (s) —           | ITU código de letras ICO | FIPS código de país(es) CK        | Licença código chapa —            |
| GS1 GTIN prefixo(s) —           | UNDP códigos de país —   | WMO códigos de país KK            | ITU prefixos indicativo —         |

## Colômbia
| ISO 3166-1 numérico 170         | ISO 3166-1 alfa-3 COL    | ISO 3166-1 alfa-2 CO              | ICAO cod aeroporto prefixo(s) SK         |
| E.164 cód tel(s) +57            | COI cód país —           | TLD cod país .co                  | ICAO aeronave regis. prefixo(s) —        |
| E.212 Mobile código país(s) 732 | OTAN Cód três-letras —   | OTAN Cód duas-letras (obsoleto) — | LOC MARC código(s) CK                    |
| ITU Marítima ID (s) —           | ITU código de letras CLM | FIPS código de país(es) CO        | Licença código chapa CO                  |
| GS1 GTIN prefixo(s) 770         | UNDP códigos de país COL | WMO códigos de país CO            | ITU prefixos indicativo 5JA-5KZ, HJA-HKZ |

## Comores
| ISO 3166-1 numérico 174         | ISO 3166-1 alfa-3 COM    | ISO 3166-1 alfa-2 KM              | ICAO cod aeroporto prefixo(s) FMC     |
| E.164 cód tel(s) +269           | COI cód país —           | TLD cod país .km                  | ICAO aeronave regis. prefixo(s) —     |
| E.212 Mobile código país(s) 654 | OTAN Cód três-letras —   | OTAN Cód duas-letras (obsoleto) — | LOC MARC código(s) CQ                 |
| ITU Marítima ID (s) —           | ITU código de letras COM | FIPS código de país(es) CN        | Licença código chapa COM (unofficial) |
| GS1 GTIN prefixo(s) —           | UNDP códigos de país COI | WMO códigos de país IC            | ITU prefixos indicativo D6A-D6Z       |

## Ilhas Cook
| ISO 3166-1 numérico 184         | ISO 3166-1 alfa-3 COK    | ISO 3166-1 alfa-2 CK              | ICAO cod aeroporto prefixo(s) NC      |
| E.164 cód tel(s) +682           | COI cód país —           | TLD cod país .ck                  | ICAO aeronave regis. prefixo(s) —     |
| E.212 Mobile código país(s) 548 | OTAN Cód três-letras —   | OTAN Cód duas-letras (obsoleto) — | LOC MARC código(s) CW                 |
| ITU Marítima ID (s) —           | ITU código de letras CKH | FIPS código de país(es) CW        | Licença código chapa COK (unofficial) |
| GS1 GTIN prefixo(s) —           | UNDP códigos de país CKI | WMO códigos de país KU            | ITU prefixos indicativo E5A-E5Z       |

## República do Congo
| ISO 3166-1 numérico 178         | ISO 3166-1 alfa-3 COG    | ISO 3166-1 alfa-2 CG              | ICAO cod aeroporto prefixo(s) FC  |
| E.164 cód tel(s) +242           | COI cód país —           | TLD cod país .cg                  | ICAO aeronave regis. prefixo(s) — |
| E.212 Mobile código país(s) 629 | OTAN Cód três-letras —   | OTAN Cód duas-letras (obsoleto) — | LOC MARC código(s) CF             |
| ITU Marítima ID (s) —           | ITU código de letras COG | FIPS código de país(es) CF        | Licença código chapa RCB          |
| GS1 GTIN prefixo(s) —           | UNDP códigos de país PRC | WMO códigos de país CG            | ITU prefixos indicativo TNA-TNZ   |

## República Democrática do Congo
| ISO 3166-1 numérico 180         | ISO 3166-1 alfa-3 COD    | ISO 3166-1 alfa-2 CD              | ICAO cod aeroporto prefixo(s) FZ  |
| E.164 cód tel(s) +243           | COI cód país —           | TLD cod país .cd                  | ICAO aeronave regis. prefixo(s) — |
| E.212 Mobile código país(s) 630 | OTAN Cód três-letras —   | OTAN Cód duas-letras (obsoleto) — | LOC MARC código(s) CG             |
| ITU Marítima ID (s) —           | ITU código de letras COD | FIPS código de país(es) CG        | Licença código chapa ZRE          |
| GS1 GTIN prefixo(s) —           | UNDP códigos de país ZAI | WMO códigos de país ZR            | ITU prefixos indicativo 9OA-9TZ   |

## Costa Rica
| ISO 3166-1 numérico 188         | ISO 3166-1 alfa-3 CRI    | ISO 3166-1 alfa-2 CR              | ICAO cod aeroporto prefixo(s) MR         |
| E.164 cód tel(s) +506           | COI cód país —           | TLD cod país .cr                  | ICAO aeronave regis. prefixo(s) —        |
| E.212 Mobile código país(s) 712 | OTAN Cód três-letras —   | OTAN Cód duas-letras (obsoleto) — | LOC MARC código(s) CR                    |
| ITU Marítima ID (s) —           | ITU código de letras CTR | FIPS código de país(es) CS        | Licença código chapa CR                  |
| GS1 GTIN prefixo(s) 744         | UNDP códigos de país COS | WMO códigos de país CS            | ITU prefixos indicativo TEA-TEZ, TIA-TIZ |

## Costa do Marfim
| ISO 3166-1 numérico 384         | ISO 3166-1 alfa-3 CIV    | ISO 3166-1 alfa-2 CI              | ICAO cod aeroporto prefixo(s) DI  |
| E.164 cód tel(s) +225           | COI cód país —           | TLD cod país .ci                  | ICAO aeronave regis. prefixo(s) — |
| E.212 Mobile código país(s) 612 | OTAN Cód três-letras —   | OTAN Cód duas-letras (obsoleto) — | LOC MARC código(s) IV             |
| ITU Marítima ID (s) —           | ITU código de letras CTI | FIPS código de país(es) IV        | Licença código chapa CI           |
| GS1 GTIN prefixo(s) —           | UNDP códigos de país IVC | WMO códigos de país IV            | ITU prefixos indicativo TUA-TUZ   |

## Croácia
| ISO 3166-1 numérico 191         | ISO 3166-1 alfa-3 HRV    | ISO 3166-1 alfa-2 HR              | ICAO cod aeroporto prefixo(s) LD  |
| E.164 cód tel(s) +385           | COI cód país —           | TLD cod país .hr                  | ICAO aeronave regis. prefixo(s) — |
| E.212 Mobile código país(s) 219 | OTAN Cód três-letras —   | OTAN Cód duas-letras (obsoleto) — | LOC MARC código(s) CI             |
| ITU Marítima ID (s) —           | ITU código de letras HRV | FIPS código de país(es) HR        | Licença código chapa HR           |
| GS1 GTIN prefixo(s) 385         | UNDP códigos de país CRO | WMO códigos de país HR            | ITU prefixos indicativo 9AA-9AZ   |

## Cuba
| ISO 3166-1 numérico 192         | ISO 3166-1 alfa-3 CUB    | ISO 3166-1 alfa-2 CU              | ICAO cod aeroporto prefixo(s) MU                |
| E.164 cód tel(s) +53            | COI cód país —           | TLD cod país .cu                  | ICAO aeronave regis. prefixo(s) —               |
| E.212 Mobile código país(s) 368 | OTAN Cód três-letras —   | OTAN Cód duas-letras (obsoleto) — | LOC MARC código(s) CU                           |
| ITU Marítima ID (s) —           | ITU código de letras CUB | FIPS código de país(es) CU        | Licença código chapa CU                         |
| GS1 GTIN prefixo(s) 850         | UNDP códigos de país CUB | WMO códigos de país CU            | ITU prefixos indicativo CLA-CMZ,COA-COZ,T4A-T4Z |

## Chipre
| ISO 3166-1 numérico 196         | ISO 3166-1 alfa-3 CYP    | ISO 3166-1 alfa-2 CY              | ICAO cod aeroporto prefixo(s) LC                          |
| E.164 cód tel(s) +357           | COI cód país —           | TLD cod país .cy                  | ICAO aeronave regis. prefixo(s) —                         |
| E.212 Mobile código país(s) 280 | OTAN Cód três-letras —   | OTAN Cód duas-letras (obsoleto) — | LOC MARC código(s) CY                                     |
| ITU Marítima ID (s) —           | ITU código de letras CYP | FIPS código de país(es) CY        | Licença código chapa CY                                   |
| GS1 GTIN prefixo(s) 529         | UNDP códigos de país CYP | WMO códigos de país CY            | ITU prefixos indicativo 5BA-5BZ, C4A-C4Z H2A-H2Z, P3A-P3Z |

## Chéquia
| ISO 3166-1 numérico 203         | ISO 3166-1 alfa-3 CZE    | ISO 3166-1 alfa-2 CZ              | ICAO cod aeroporto prefixo(s) LK  |
| E.164 cód tel(s) +420           | COI cód país —           | TLD cod país .cz                  | ICAO aeronave regis. prefixo(s) — |
| E.212 Mobile código país(s) 230 | OTAN Cód três-letras —   | OTAN Cód duas-letras (obsoleto) — | LOC MARC código(s) XR             |
| ITU Marítima ID (s) —           | ITU código de letras CZE | FIPS código de país(es) EZ        | Licença código chapa CZ           |
| GS1 GTIN prefixo(s) 859         | UNDP códigos de país CEH | WMO códigos de país CZ            | ITU prefixos indicativo OKA-OLZ   |